# Questione di chimica (Breaking Bad)
Questione di chimica (Pilot) è l'episodio pilota della serie televisiva Breaking Bad. Scritto e diretto da Vince Gilligan, è stato trasmesso per la prima volta il 20 gennaio 2008 su AMC negli Stati Uniti d'America e in Canada, mentre la prima visione in lingua italiana è stata il 15 novembre dello stesso anno sul canale televisivo AXN. 
L'episodio dura 58 minuti circa, 13 in più rispetto ai 45 degli altri episodi. Sebbene il titolo originale di trasmissione in lingua inglese fosse semplicemente Pilot, quando pubblicato in formato DVD e Blu ray per il mercato dell'home video, venne reintitolato Breaking Bad.

## Trama
In una riserva indiana nel deserto del Nuovo Messico, un uomo in mutande e maschera antigas guida con grande difficoltà un camper. Sul sedile passeggero al suo fianco c'è un ragazzo svenuto, anch'egli con la maschera, mentre nel retro del camper ci sono due corpi. A causa della scarsa visibilità della maschera, il camper finisce in un fosso fuori strada e l'uomo esce fuori, sentendo delle sirene in lontananza. Recupera quindi una pistola e una videocamera, con cui lascia un messaggio per le forze dell'ordine: in esso dice di chiamarsi Walter White e di vivere ad Albuquerque, e poi dà l'addio alla propria famiglia. Finito di registrare, aspetta l'arrivo della polizia con la pistola in mano.
Tre settimane prima è il cinquantesimo compleanno di Walter, che durante la colazione riceve gli auguri dalla moglie incinta Skyler e dal figlio Walter Jr., affetto da paralisi cerebrale e costretto a usare le stampelle per camminare. Come dimostrato da una targa per il suo contribuito a una ricerca che ha vinto il premio Nobel molti anni prima, Walt è un eccellente chimico, ma lavora come insegnante di chimica in una scuola superiore, dove a volte non viene rispettato dagli alunni.
Dopo scuola, a causa della difficile situazione economica familiare, Walt si reca al suo secondo lavoro in un autolavaggio, dove subisce l'umiliazione di dover pulire l'auto allo stesso studente che quella stessa mattina ha rimproverato in classe. Walt torna a casa, dove lo aspetta una festa a sorpresa per il suo compleanno con amici e parenti, ovvero i suoi cognati Hank e Marie Schrader. Durante la festa, gli invitati ascoltano in tv la notizia di un'operazione antidroga alla quale ha partecipato anche Hank, agente della DEA: Walt resta impressionato dalla quantità di denaro sequestrato e Hank gli propone di portarlo con lui a un'operazione, per dare un po' di frenesia alla sua vita (ormai piatta e priva di soddisfazioni). Il giorno dopo, mentre è all'autolavaggio, Walt ha l'ennesimo attacco di tosse e sviene; in ospedale gli viene diagnosticato un cancro ai polmoni in stato avanzato e quindi inoperabile, e una speranza di vita di massimo due anni. Tornato a casa, non dice nulla a Skyler riguardo alla sua terribile scoperta e in seguito si licenzia dal suo lavoro all'autolavaggio insultando il suo capo. 
Walt chiama Hank e accetta la sua proposta di assistere a un blitz della DEA in un laboratorio improvvisato di metanfetamina di scarsa qualità, segnalato da un loro informatore. Nel blitz viene arrestato uno spacciatore di nome Emilio: mentre il cognato e i suoi colleghi sono dentro, Walt vede un suo ex studente, Jesse Pinkman, scappare dalla scena e capisce quindi che il ragazzo è diventato anch'egli spacciatore e produttore di droga. Walt rintraccia Jesse e la sera lo aspetta fuori casa sua, qui gli propone di diventare soci e produrre metanfetamina sfruttando la sua conoscenza della chimica, minacciandolo di riferire delle sue attività se non accetterà la proposta: Jesse allora accetta.
Walter ruba gli strumenti necessari dal laboratorio del liceo in cui insegna e incarica Jesse di acquistare un camper con i suoi pochi risparmi, che i due intendono utilizzare come laboratorio mobile. Jesse resta stupito dal comportamento del suo vecchio professore, che dimostra i primi segni del suo cambiamento picchiando dei ragazzi che prendevano in giro il figlio. Walt e Jesse si recano nel deserto con il camper e qui riescono a produrre cristalli purissimi di metanfetamina. Jesse porta un campione della droga prodotta a Krazy-8, un importante spacciatore e cugino di Emilio, il quale nel frattempo è stato rilasciato ed è convinto che sia stato Jesse a segnalarlo e farlo arrestare. Krazy-8 ed Emilio, una volta notata la qualità della merce, costringono Jesse a condurli al camper. 
Krazy-8 offre a Walter molti soldi per la droga prodotta, ma subito dopo Emilio si ricorda di averlo visto insieme alla DEA e accusa Jesse di aver fatto la spia su di lui. I due picchiano Jesse, mentre il professore riesce a non farsi uccidere in cambio della ricetta. Mentre finge di mostrare come si prepara le metanfetamina, Walter versa un barattolo di fosforo rosso nell'acqua bollente accecando i due e sprigionando fosfina, un gas tossico: trattenendo il respiro, esce subito dal camper e blocca la porta schivando i colpi di pistola esplosi dall'interno dagli spacciatori, che rimangono uccisi dal gas. Subito dopo Walt si accorge che una sigaretta dei due ha causato un principio d'incendio ed è costretto a rientrare nel camper per scappare dal luogo, portando Jesse con sé. 
Si ritorna così alla scena iniziale. Walter tenta di suicidarsi ma la pistola ha la sicura inserita; viene allora preso dalla disperazione che tuttavia svanisce quando si accorge che i veicoli in arrivo non sono della polizia ma dei vigili del fuoco: facendo finta di nulla, li lascia proseguire. Nel frattempo Jesse si riprende e i due decidono di sistemare il camper, appropriandosi dei soldi portati da Krazy-8. Di notte, Walter torna a casa e raggiunge Skyler in camera da letto; quando la moglie gli chiede cosa gli stia succedendo e lo prega di non lasciarla all'oscuro, Walter la bacia e, con sorpresa della moglie, inizia un intenso rapporto sessuale.

## Produzione

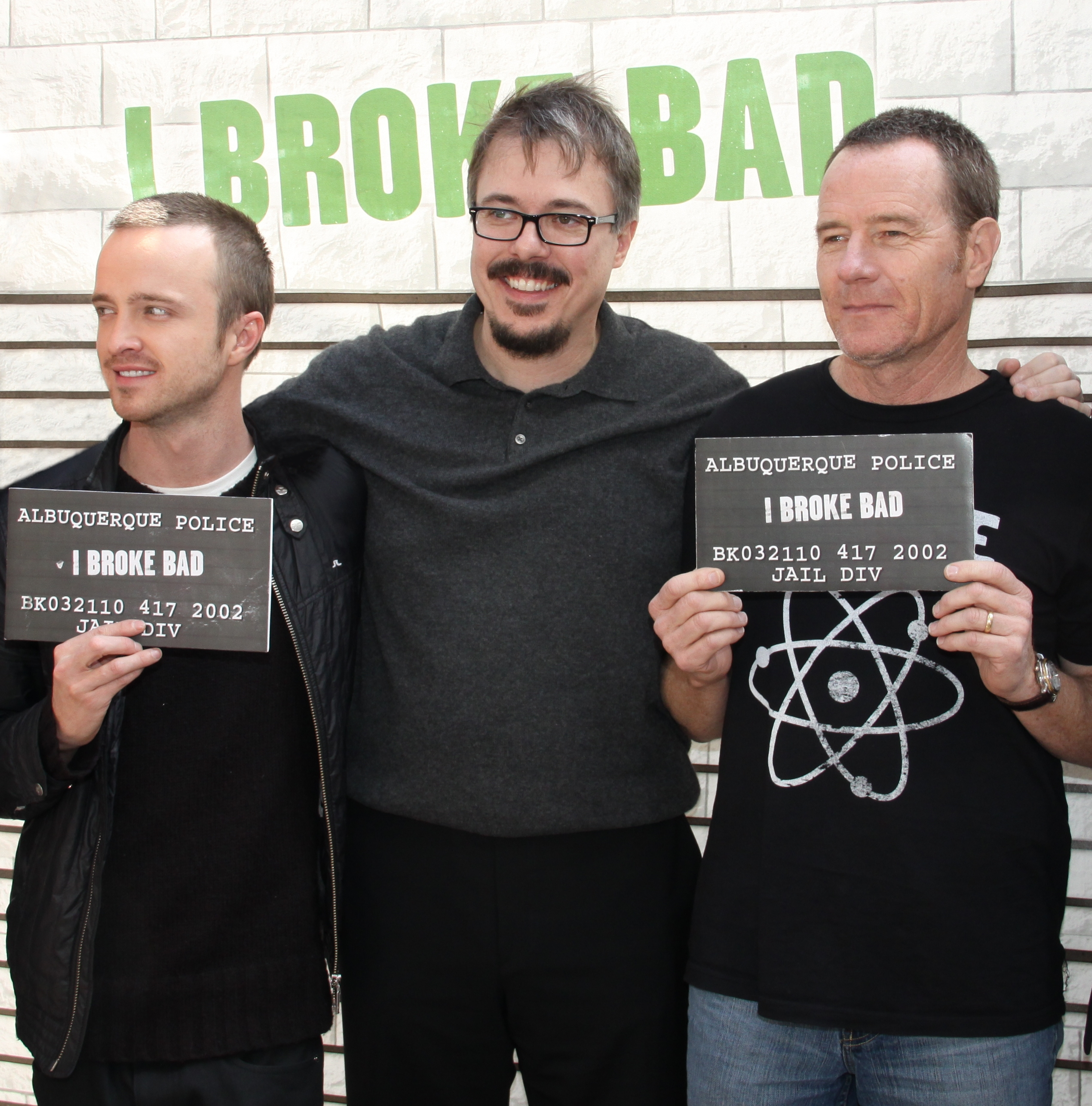
Aaron Paul, Vince Gilligan e Bryan Cranston nel 2011

Breaking Bad nacque da un'idea dello sceneggiatore televisivo Vince Gilligan, che voleva creare una serie nella quale il protagonista si sarebbe trasformato con il passare del tempo da personaggio positivo a negativo. Egli dichiarò: «La televisione storicamente tende a fossilizzare i propri personaggi in modo da poter fare andare avanti gli show per anni e anni o persino decenni, in alcuni casi. Quando mi resi conto di ciò, la logica conseguenza fu pensare: "Come posso fare una serie tv dove il personaggio principale evolve di continuo in base agli eventi?». Gilligan aggiunse che il suo obiettivo era quello di "trasformare Walter White da Mr. Chips a Scarface". L'idea di fare di Walt un trafficante di metanfetamina venne a Gilligan parlando con il collega Thomas Schnauz, e i due scherzarono che per risolvere i loro cronici problemi economici dovuti ai periodi di disoccupazione, sarebbe bastato "mettere in piedi un laboratorio di meth nel retro di un camper". Il copione era originariamente ambientato a Riverside (California), ma dietro suggerimento della Sony, fu scelta Albuquerque come location per questioni finanziarie favorevoli, e quindi la produzione fu trasferita nel Nuovo Messico.
Gilligan scritturò Bryan Cranston per il ruolo di Walter White basandosi sul fatto di aver già lavorato con lui in un episodio della sesta stagione della serie X-Files, sceneggiato da Gilligan. Cranston interpretava un malato terminale antisemita che prende in ostaggio il co-protagonista Fox Mulder (David Duchovny). Gilligan disse che il personaggio doveva essere ripugnante e simpatico allo stesso tempo, e che "solo Bryan era in grado di fare questo". La direzione della AMC non era convinta della scelta di Cranston, principalmente perché l'attore era noto soprattutto per il ruolo comico di Hal nella serie televisiva Malcolm. La produzione offrì la parte a John Cusack e Matthew Broderick, ma entrambi rifiutarono. Dopo aver visto Cranston in X-Files, la dirigenza si convinse a scritturarlo. Cranston ingrassò appositamente cinque chili per riflettere il declino fisico e personale del personaggio di Walter, e si fece tingere i capelli castano scuro per nascondere il suo colore naturale rosso. Cranston collaborò con la costumista Kathleen Detoro e la truccatrice Frieda Valenzuela per rendere il personaggio di Walt il più possibile insipido, insignificante e inoffensivo.

## Accoglienza

### Critica
L'episodio fu accolto con recensioni per lo più positive da parte dalla critica. Robert Bianco di USA Today lodò l'interpretazione di Bryan Cranston definendola "avvincente e notevole", e definì "iconica" la sua apparizione in mutande nel deserto nel finale dell'episodio. Jonathan Storm del Philadelphia Inquirer recensì favorevolmente lo show trovandolo "imprevedibile e stimolante". Barry Garron di The Hollywood Reporter lo definì "ricco di suspense e sorprendente". Donna Bowman di The A.V. Club scrisse una recensione positiva, citando l'interpretazione di Cranston, definita "ipnotizzante, nichilista e massiccia ma allo stesso tempo impotente"; e la sceneggiatura di Gilligan, "attentamente costruita".
Grazie alla sua interpretazione in Questione di chimica, Bryan Cranston vinse il Premio Emmy nel 2008 come "Miglior attore protagonista in una serie drammatica". Vince Gilligan fu candidato agli Emmy come miglior regista e vinse il DGA Award nella categoria "Miglior sceneggiatura per una serie drammatica". Lynne Willingham si aggiudicò il premio Emmy al miglior montaggio per l'episodio.
Nel 2019, il sito web The Ringer ha classificato Questioni di chimica in sesta posizione nella lista dei migliori episodi di Breaking Bad.

### Ascolti
Gli indici d'ascolto dell'episodio non furono incoraggianti. Nel 2013, durante una puntata del programma The Colbert Report, Vince Gilligan ricordò che gli spettatori del primo episodio di Breaking Bad furono al di sotto del milione, un risultato alquanto deludente: «Ci scontrammo con qualche importante partita di football americano, e ne uscimmo a pezzi».

## Riconoscimenti
- 2008 – Premio Emmy
  - Miglior attore protagonista in una serie drammatica a Bryan Cranston per Questione di chimica (Pilot)[19]
  - Miglior montaggio in una serie drammatica a Lynne Willingham per Questione di chimica (Pilot)

- 2008 – DGA Award
  - Miglior sceneggiatura per una serie drammatica a Vince Gilligan per Questione di chimica (Pilot)